# St. Petrus (Hommersum)

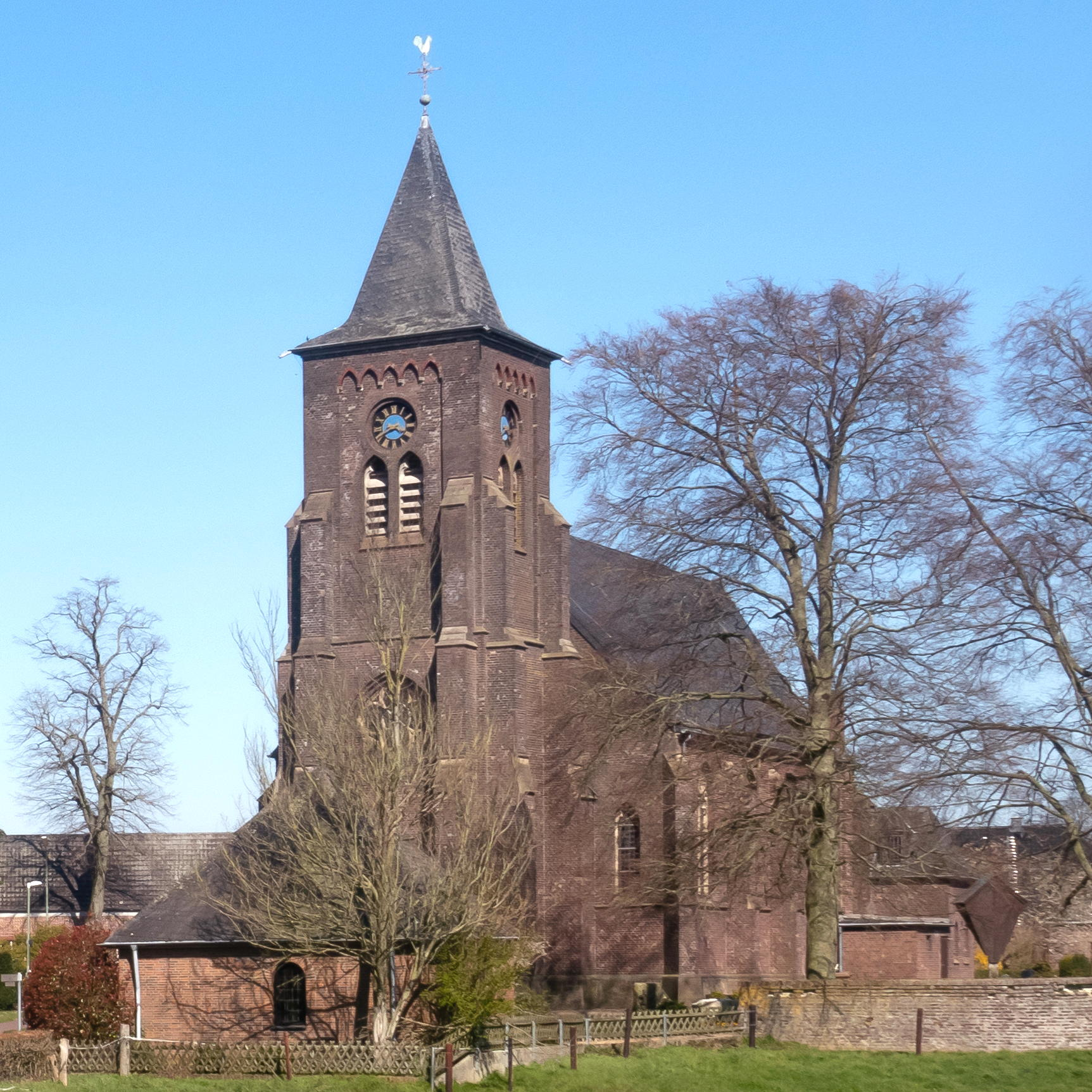
Vorderansicht der Pfarrkirche St. Petrus

Die katholische Pfarrkirche St. Petrus ist ein denkmalgeschütztes Kirchengebäude in Hommersum, einem Ortsteil von Goch im Kreis Kleve (Nordrhein-Westfalen).

## Geschichte und Architektur

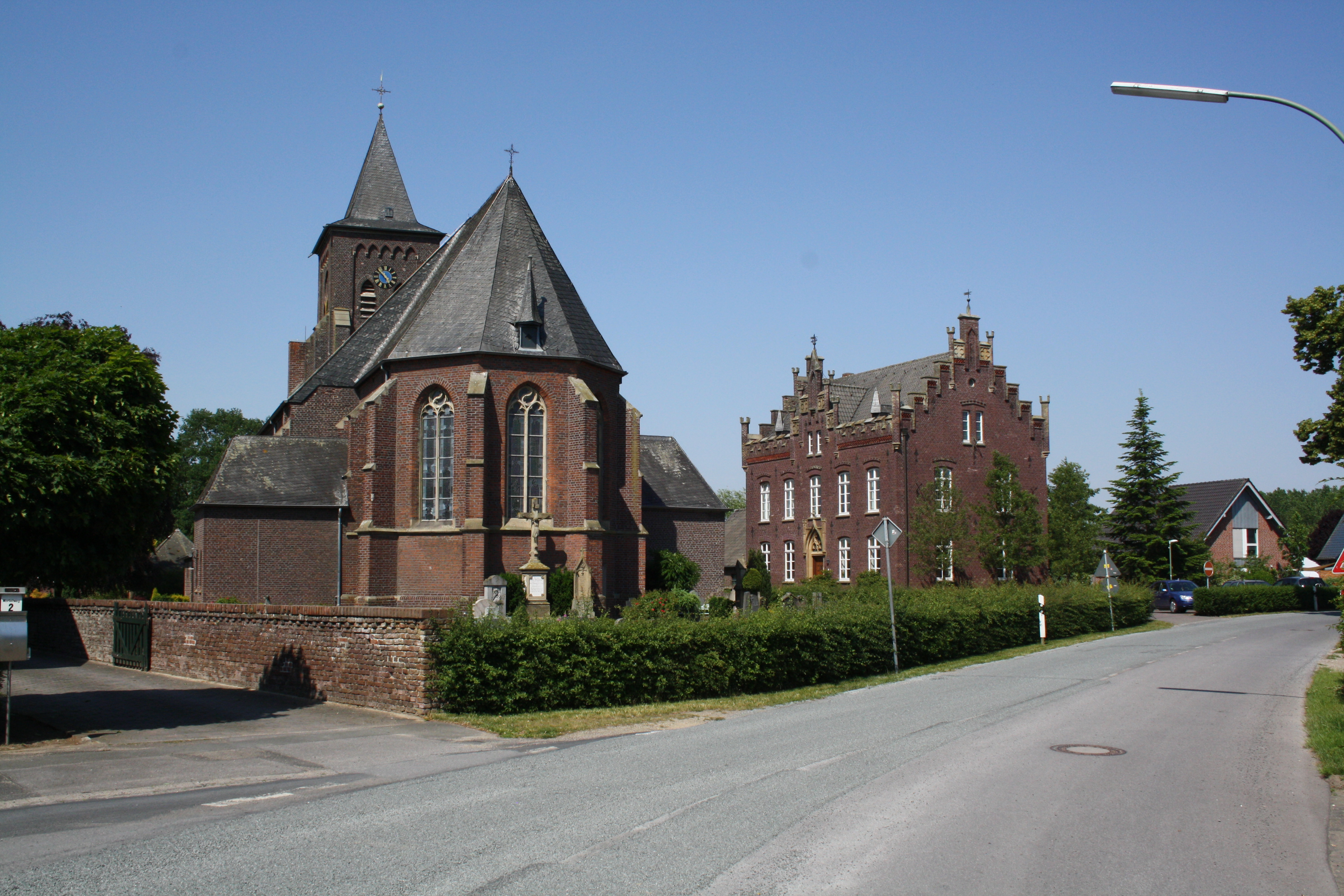
Rückansicht der Kirche sowie das ebenfalls denkmalgeschützte Pfarrhaus

Die Kirche war seit 1300 dem Kloster Graefenthal inkorporiert. Vom Vorgängerbau wurden der einjochige netzgewölbte Chor des 15. Jahrhunderts und der Westturm erhalten.
Der dreischiffige, neugotische Backsteinbau wurde 1895 errichtet. Das Mittelschiffgewölbe wurde im Zweiten Weltkrieg zerstört und als Pliestertonne erneuert. Bei der Renovierung im Jahr 1986 wurde das Gewölbe mit hölzernen Rippen versehen.

## Ausstattung
- Über dem Triumphbogen ist auf dem erneuerten Kreuz ein Kruzifixus vom Anfang des 16. Jahrhunderts angebracht.
- Die qualitätsvolle Standfigur der Muttergottes ist eine maasländische Arbeit aus der Zeit um 1320. Die Fassung ist verloren, einige Stellen wurden ergänzt.
- Der hl. Antonius aus der Zeit um 1500 bis 1520 wurde in neuerer Zeit gefasst